# Baetis rutilocylindratus
Baetis rutilocylindratus is een haft uit de familie Baetidae. De wetenschappelijke naam van de soort is voor het eerst geldig gepubliceerd in 2011 door Wang, Qin, Chen & Zhou.
De soort komt voor in het Palearctisch gebied.